# آتشفشان آسب
آتشفشان آسب یک کوه در اریتره است که در منطقه دریای سرخ جنوبی واقع شده‌است. آتشفشان آسب ۹۸۷ متر بالاتر از سطح دریا واقع شده‌است.